# 中国物流集团
中国物流集团有限公司，简称中国物流集团，是中华人民共和国一家主要从事物流业、铁道装备业等的特大型中央企业。
国务院国资委和中国诚通控股集团有限公司分别持有38.9%的股份；3家战略投资者中国东方航空集团有限公司、中国远洋海运集团有限公司、招商局集团有限公司持股比例分别为10%、7.3%、4.9%。

## 历史
1887年，中国铁路公司塘沽材料处成立。
1949年，铁道部材料局成立。1965年更名为铁道部物资管理局。
1979年5月，铁道部物资管理局实现企业化改革，对外称中国铁路物资总公司。
1987年，经国务院批准，中国铁路物资总公司注册。1989年7月，正式撤销铁道部物资管理局。
2004年1月，经铁道部和国务院国资委批准，中国铁路物资总公司划给国务院国资委管理。2006年，中铁物资在中国最大500家企业集团中列第42位。2007年，销售收入790亿元，总资产253亿元，在中国最大500家企业集团中列第37位。2011年，销售收入1541亿元，被美國財富雜誌全球500強企業中列第430位。
2014年8月4日，经国务院国资委同意和国家工商行政管理总局核准，中国铁路物资总公司更名为中国铁路物资（集团）总公司。
不晚于2021年9月，“中国物流集团筹备组”已经成立，中国铁路物资集团总经理、党委副书记廖家生任筹备组副组长，中储股份党委书记、董事长梁伟华，中国铁物党委常委、副总经理徐增堂任筹备组成员。
2021年12月3日，经国务院国资委研究并报国务院批准，同意中国铁物集团和中国诚通控股集团物流板块实施专业化整合，由中国铁物集团更名为中国物流集团有限公司，整合后的中国物流集团由国务院国资委代表国务院履行出资人职责，将中国诚通集团及所属企业持有的中国物资储运集团有限公司、港中旅华贸国际物流股份有限公司、中国物流股份有限公司、中国包装有限责任公司股权无偿划入整合后的新集团。
2021年12月6日，中国物流集团有限公司成立大会在北京举行。国务委员王勇出席成立大会并为公司揭牌。国资委党委书记、主任郝鹏出席会议并讲话。国资委党委委员、副主任翁杰明主持会议并宣读国务院国资委批复文件。中国东方航空董事长刘绍勇、中国诚通董事长朱碧新、中国物流集团董事长李洪凤作发言。

## 组织架构

### 总部内设机构
- 董事会办公室（综合办公室、党委办公室、总经理办公室）
- 规划发展部（资产处置办公室）
- 人力资源部（党委干部部）
- 财务部（资金管理中心）
- 经营管理部（信息化办公室）
- 法律合规部（清欠办公室）
- 审计监督部
- 党委党建工作部（直属机关党委）
- 纪委（国家监委驻中国物流集团监察专员办公室）
  - 综合审理室
  - 监督执纪室
- 巡视巡察办公室
- 党委群众工作部（工会、直属机关工会、直属机关团委、离退休办公室）
- 信息中心

### 直属（控股）子公司
- 中国物资储运集团有限公司
- 港中旅华贸国际物流股份有限公司
- 中国物流股份有限公司
- 中国包装有限责任公司
- 中国铁路物资华东集团有限公司
- 中国铁路物资工业集团有限公司
- 中国铁路物资哈尔滨有限公司
- 中国铁路物资沈阳有限公司
- 中国铁路物资天津有限公司
- 中国铁路物资北京有限公司
- 中国铁路物资武汉有限公司
- 中国铁路物资广州有限公司
- 中国铁路物资成都有限公司
- 中国铁路物资西安有限公司
- 中企云商科技股份有限公司
- 深圳市物润集团有限公司
- 中铁租赁有限公司
- 中铁物资天津油品供应有限公司
- 中国铁路物资哈尔滨物流有限公司
- 中国铁路物资柳州物流有限公司
- 中铁物资平顶山轨枕有限公司

## 业务

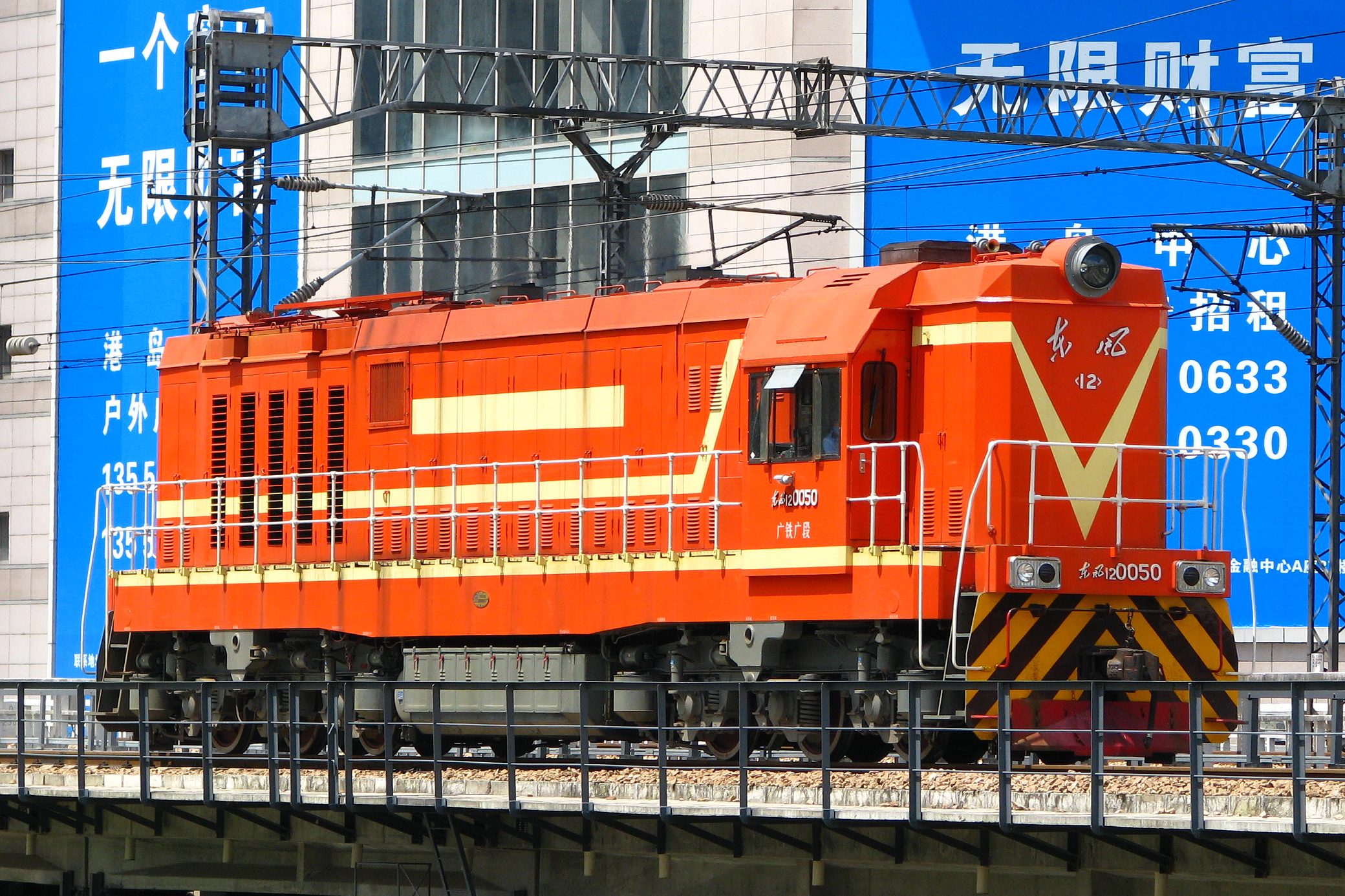
中鐵物轄下東風12機關車

营销网络方面，在中国共有109个分支机构，在美国、澳大利亚、纳米比亚、香港设有驻外机构。
油品业务方面，与中国石化、中国石油进行油品销售合作，另和铁道部建立了铁路燃油配送系统（CROSS）。
线路业务方面，是铁道部指定的铁路大维修和基本建设用钢轨供应商，拥有物资质量跟踪系统。
铁路基建物资业务方面，供应钢材、水泥、桥梁支座、隧道防水板、杆柱、电缆、导线、承力索及轨道结构材料等重要物质。
配件业务方面，供应车轮、车轴、轴承、摇枕、侧架及钩缓、制动装置等配件、进口各类配件。
钢材业务方面，主要供应铁路造车材、工程桥梁钢及H型钢系列，销售网点达80个。
物流业务，控股子公司中铁现代物流科技股份有限公司物流业务遍及专用合同运输、铁路工程、生产资料、快速消费品、医药、汽车、金融等领域。
外贸业务方面，2006年，外贸额达2.14亿美元。
租赁业务方面，与日本欧力士集团成立中铁租赁有限公司，提供铁路移动设备、大型工务设备和专用施工设备的租赁服务。
工业制造方面，拥有9家工业制造企业，产品有木材保护产品、商品熟料、水泥等。
另开展煤炭业务等。

## 企业文化
- 企业精神：创新 创优 创效
- 企业价值观：坚持诚信 注重业绩 持续创新
- 经营理念：沟通产需 创造价值
- 工作作风：诚信 严谨 务实 高效

## 历任领导
| 职务             | 职务             | 姓名   | 备注                                                         |
| ---------------- | ---------------- | ------ | ------------------------------------------------------------ |
| 党委书记         | 董事长           | 劉敬楨 | 第二十屆中央候補委員，中國醫藥集團有限公司原董事長、黨委書記 |
| 党委副书记、董事 | 总经理           | 廖家生 | 原中铁物资党委副书记、董事、总裁                             |
| 党委常委         | 副总经理（提名） | 梁伟华 | 中储发展原党委书记、董事长                                   |
| 党委常委         | 副总经理（提名） | 杜波   | 原中铁物资党委常委、副总经理                                 |
| 党委常委         | 副总经理（提名） | 徐增堂 | 原中铁物资党委常委、副总经理                                 |
| 党委常委         | 副总经理（提名） | 李向阳 | 原中国物流党委书记、董事长                                   |
| 党委常委         | 总会计师（提名） | 刘成   |                                                              |
| 党委常委         | 纪委书记         | 魏东   |                                                              |
| 外部董事         | -                | 张逢春 |                                                              |
| 外部董事         | -                | 姜仁锋 | 中国船舶集团副总经理、党组成员                               |
| 外部董事         | -                | 周孝文 |                                                              |

## 中国铁物股份
中国铁路物资股份有限公司（深交所：000927，简称中国铁物、中铁物资，英文简称CRM）是一家主要经营铁路产业综合服务和钢材贸易的大型中央企业。是中国最大的钢材贸易综合服务商和主要铁路产品出口商之一，主要产品有铁路柴油、钢轨、机车、钢材等，另外拥有强大的物流能力，提供煤炭、铁矿石、油料等大宗商品的运输服务。中铁物资在全国拥有109个分支机构，业务覆盖整个中国，储运基地45个，仓储面积82万平方米，铁路专用线110条，长约87公里。

### 历史
2010年9月20日，中国铁路物资股份有限公司创立大会暨第一次股东大会在北京举行，这标志着中国铁路物资总公司整体改制完成，中国铁路物资股份有限公司成立。
2012年7月7日，中国铁路物资股份有限公司籌備已久的A+H兩地上市計畫，正式啟動。據中国证监会預先披露的資料顯示，中國鐵物擬於上交所發行不超過27.7億股A股，集資不超過60億元人民幣，是歷年央企整體上市平均規模的三分之一，同時計畫來港發H股上市，發行不超過12.48億股。
2019年12月23日，天津一汽夏利汽车发布公告对外披露与中国铁物的资产重组方案。中国第一汽车股份有限公司拟将其持有的一汽夏利约6.97亿股股份（占一汽夏利本次交易前总股本的43.73%）无偿划转给中铁物资。交易完成后，2021年1月8日，该公司发布公告称，一汽夏利更名为中国铁物，更名事项已于1月5日经天津市市场监督管理委员会批准。股票简称也随之变更。